# Empis cometes
Empis cometes är en tvåvingeart som beskrevs av Steyskal 1965. Empis cometes ingår i släktet Empis och familjen dansflugor. Inga underarter finns listade i Catalogue of Life.